# Doris Yankelewitz Berger
Doris Yankelewitz Berger (7 tháng 5 năm 1934 – 18 tháng 5 năm 2016) là một nghệ sĩ, chính trị gia và nhà hoạt động xã hội người Costa Rica, đồng thời là thành viên tích cực của Đảng Giải phóng Quốc gia (PLN). Bà giữ cương vị Đệ nhất Phu nhân Costa Rica từ năm 1982 đến 1986, trong nhiệm kỳ tổng thống của chồng, ông Luis Alberto Monge. Bà là người phụ nữ Do Thái đầu tiên đảm nhiệm vai trò này trong lịch sử đất nước.

## Tiểu sử

### Thời thơ ấu
Doris Yankelewitz sinh ngày 7 tháng 5 năm 1934 tại San José, Costa Rica, trong một gia đình Do Thái. Cha bà, ông Jorge Yankelewitz Rodstein, là người Argentina, còn mẹ bà, bà Rosita Berger Spiro, là người gốc Anh. Bà có hai anh em trai là Samuel và Daniel. 
Ngay từ nhỏ, Doris đã thể hiện năng khiếu nghệ thuật. Bà học piano và hội họa, đặc biệt là tranh sơn dầu – lĩnh vực mà bà theo đuổi lâu dài như một nghệ sĩ. Bà theo học trung học tại Trường Methodist (Colegio Metodista) ở San José, sau đó tốt nghiệp Cử nhân Mỹ thuật tại Đại học Costa Rica năm 1966.
Trong thời gian học đại học, bà gặp Luis Alberto Monge, người sau này trở thành chồng bà. Khi đó, ông đang giữ chức Đại sứ Costa Rica tại Israel (1963–1966). Họ kết hôn ngày 25 tháng 11 năm 1965 tại San José và có một con gái tên Lena. Đây là cuộc hôn nhân đầu tiên của Doris và là cuộc hôn nhân thứ hai của Monge.

### Hoạt động chính trị và vai trò Đệ nhất Phu nhân
Doris Yankelewitz bắt đầu hoạt động tích cực trong lĩnh vực chính trị vào thập niên 1970, đặc biệt trong cánh phụ nữ của Đảng Giải phóng Quốc gia (PLN). Bà từng giữ chức Chủ tịch Ủy ban Phụ nữ Quốc gia của đảng trong sáu năm, đồng thời thúc đẩy việc thành lập các chi nhánh địa phương trên toàn quốc.
Bà tham gia vận động mạnh mẽ trong chiến dịch tranh cử tổng thống năm 1978 của chồng, dù không thành công. Tuy nhiên, đến cuộc tổng tuyển cử năm 1982, ông Luis Alberto Monge giành chiến thắng với cách biệt hơn 25 điểm phần trăm. Doris Yankelewitz trở thành Đệ nhất Phu nhân vào ngày 8 tháng 5 năm 1982.
Ban đầu bà dự định tập trung vào lĩnh vực du lịch, sau đó bà chuyển trọng tâm sang các vấn đề xã hội, y tế và nghệ thuật. Năm 1984, bà thành lập chi nhánh Hogares CREA tại Costa Rica – một tổ chức chuyên hỗ trợ thanh thiếu niên nghiện ma túy. Bà cũng hỗ trợ khai trương Trung tâm Phục hồi chức năng cho người nghiện rượu (Centro para la Rehabilitación de Alcohólicos), đồng thời tài trợ nhiều cơ sở y tế như Bệnh viện San Juan de Dios và Hội Chữ thập đỏ.
Trong lĩnh vực nghệ thuật, bà sáng lập Casa de la Cultura de Puntarenas và Artesanías de Sarchí, hai trung tâm văn hóa và thủ công truyền thống quan trọng tại Costa Rica.
Năm 1982, bà được Hội đồng Phụ nữ Quốc gia Mexico trao danh hiệu Dama de América (Phụ nữ của Châu Mỹ). Năm 1984, Quốc vương Juan Carlos I của Tây Ban Nha trao tặng bà Huân chương Isabella Công giáo – một trong những phần thưởng cao quý nhất dành cho công dân nước ngoài.
Cuối nhiệm kỳ tổng thống của chồng, mối quan hệ giữa Doris Yankelewitz và Luis Alberto Monge rạn nứt. Hai người ly thân vào năm 1986 và chính thức ly hôn vào tháng 6 năm 1988.
Sau một thời gian dài lâm bệnh, Doris Yankelewitz Berger qua đời ngày 18 tháng 5 năm 2016 tại San José, thọ 82 tuổi.